# Drexel Gomez
Drexel Wellington Gomez, né le 24 janvier 1937 à Nassau (Bahamas), est un ecclésiastique anglican bahaméen.

## Biographie
Après avoir étudié au Codrington College de la Barbade, puis au St Chad's College de l'université de Durham en Angleterre, il est ordonné prêtre en 1961 et devient professeur en études bibliques du collège Codrington (1964-1968),. En 1973, il est consacré évêque de la Barbade, puis des Bahamas et des îles Turks-et-Caïcos en 1997.
En 1999, il est élu archevêque et primat de la province des Antilles. Avec le primat du Nigeria, Peter Akinola, il s'oppose à l'ordination de prêtres homosexuels, ce qui provoque une crise au sein de l'Église anglicane.
Il prend sa retraite en 2009.